# Américo Villarreal Anaya
Américo Villarreal Anaya (Ciudad Victoria, Tamaulipas; 23 de mayo de 1958), también conocido como El Doctor, es médico cirujano y político mexicano, miembro del partido Morena. Desde el 1 de octubre de 2022 se desempeña como gobernador de Tamaulipas. 
También se desempeñó como senador de la República por su estado natal de 2018 a 2022. Es hijo del también gobernador, Américo Villarreal Guerra.

## Biografía

### Vida personal
Américo Villarreal Anaya, originario de Ciudad Victoria, capital de Tamaulipas, nació el 23 de mayo de 1958. Es hijo del exgobernador priista Américo Villarreal Guerra, quien dirigió Tamaulipas durante el periodo de 1987 a 1993. Está casado con María de la Luz Santiago Diez de Bonilla y es padre de tres hijos; Américo Villarreal Santiago, Humberto Francisco Villarreal Santiago y María Villarreal Santiago.

## Trayectoria profesional
Villarreal Anaya cuenta con estudios de medicina por la Universidad La Salle en Ciudad Victoria, de donde se graduó como médico cirujano y partero y cuenta con maestrías de especialización en la materia.
Ha publicado en coautoría Guía de Prácticas Clínicas en Desarrollo de Insumos y Vacunas en el área de salud. De igual manera, ha sido catedrático de Salud Pública en la Universidad Autónoma de Tamaulipas (UAT) y coordinador médico en Petróleos Mexicanos (Pemex), fungiendo como jefe de la Unidad de Cuidados Intensivos Coronarios del Hospital General de Ciudad Victoria.

## Trayectoria política
En 1983, a sus 25 años, Villarreal Anaya, ingresó a las filas del Partido Revolucionario Institucional. En el plano profesional, se incorporó a la Secretaría de Salud en el estado de Tamaulipas, en la cual ha ocupado varios cargos como director del Hospital Norberto Treviño Zapata de 1998 a 2006.
De 2006 a 2010, fungió como Subsecretario de Calidad de Atención Médica Hospitalaria y, de 2011 a 2016, ocupó el mismo puesto en el área de especialidad en la misma institución médica en la capital de Tamaulipas.
En 2017, Villarreal renunció al PRI y fue invitado por el entonces precandidato presidencial del Movimiento Regeneración Nacional, Andrés Manuel López Obrador, a contender por la senaduría de Tamaulipas en 2018.

## Senador por Tamaulipas (2018-2022)
Desde el 1 de septiembre de 2018, es representante de Tamaulipas en el Senado de la República, para lo que contendió contra Ismael García Cabeza de Vaca, quien finalmente logró un puesto en la Cámara de Senadores por primera minoría.
Villarreal presidió la Comisión de Salud en el Senado y es integrante de las comisiones de Energía, Marina y del Grupo Plural de Trabajo para el seguimiento a la pandemia del COVID-19.

## Gobernador de Tamaulipas (2022-2028)
Para la elección al cargo de Gobernador contendieron tres candidatos, el 6 de junio de 2022 se llevaron a cabo las elecciones, el Instituto Electoral del Estado de Tamaulipas registró la participación ciudadana de 53.3% lo que representó 1,422,038 votos en el estado y el extranjero, el computo final dio la victoria a Villarreal Anaya con el 49.9% de los sufragios. El 1 de octubre de 2022 Americo Villarreal tomó protesta como Gobernador Constitucional número 26 ante el Congreso del Estado.